# Amaya Valdemoro
Amaya Valdemoro Madariaga  (ur. 18 sierpnia 1976 w Alcobendas) – hiszpańska koszykarka, reprezentantka kraju, niska skrzydłowa. 
W 1998 zadebiutowała w WNBA w drużynie Houston Comets. Została wybrana z numerem 30.

## Osiągnięcia
Na podstawie, o ile nie zaznaczono inaczej.

### WNBA
- Mistrzyni WNBA (1998, 1999, 2000)

### Drużynowe
- Mistrzyni:
  - Euroligi (1993)
  - Hiszpanii (1993, 1994, 1997, 1998, 2002, 2004, 2009, 2010)
  - Rosji (2006)
- Wicemistrzyni:
  - Euroligi (1994, 1998, 2006, 2010, 2012)
  - Hiszpanii (1996, 1999, 2003, 2005)
- Zdobywczyni pucharu:
  - Hiszpanii (1994, 1997, 1998, 2002–2004, 2009–2011)
  - Rosji (2006–2008)
- Finalistka Pucharu Hiszpanii (2001)

### Indywidualne
- MVP:
  - play-off ligi hiszpańskiej (2004)
  - Pucharu Hiszpanii (2001, 2004)
  - Superpucharu Hiszpanii (2004)
  - meczu gwiazd Euroligi (2008)
- Liderka strzelczyń hiszpańskiej ligi LFB (2001)

### Reprezentacja
Drużynowe
- Mistrzyni Europy (2013)
- Wicemistrzyni Europy (2007)
- Brązowa medalistka mistrzostw:
  - świata (2010)
  - Europy (2003, 2005, 2009)
- Uczestniczka:
  - mistrzostw:
    - świata (1998 – 5. miejsce, 2002 – 5. miejsce, 2006 – 8. miejsce)
    - Europy (1995 – 9. miejsce, 1997 – 5. miejsce, 2003, 2005, 2007, 2009, 2011 – 9. miejsce, 2013)

  - igrzysk olimpijskich (2004 – 6. miejsce, 2008 – 5. miejsce)
  - kwalifikacji:
    - do Eurobasketu (1997, 1999, 2001, 2013)
    - olimpijskich (2008 – 4. miejsce)

Indywidualne
- MVP Eurobasketu (2007)
- Zaliczona do I składu mistrzostw:
  - świata (2002)
  - Europy (2005, 2007)
- Liderka:
  - strzelczyń Eurobasketu (2005)
  - Eurobasketu w przechwytach (2005, 2007)

Młodzieżowe
- Wicemistrzyni Europy:
  - U–18 (1994)
  - U–16 (1993)